# Habrovec habrolistý

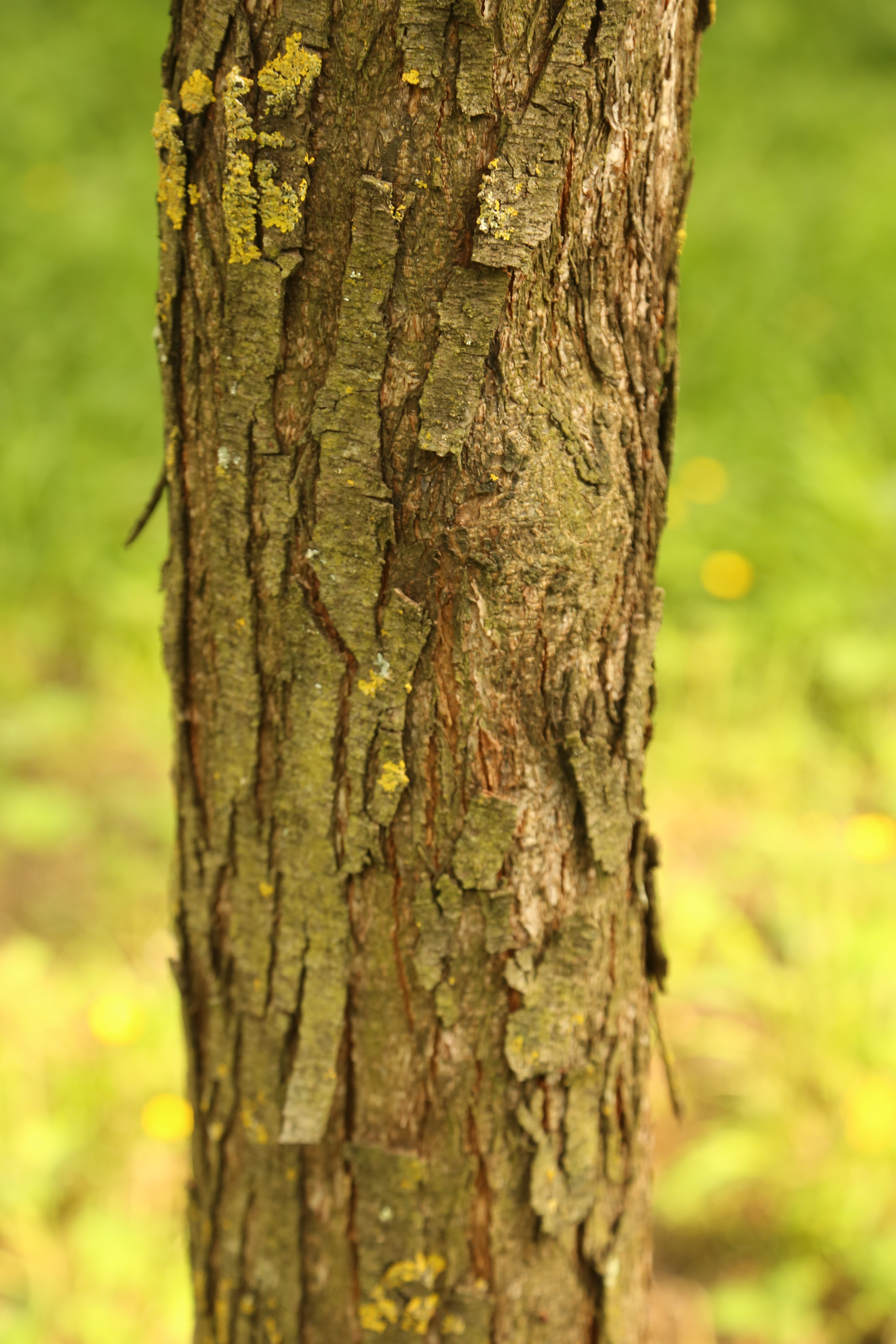
Kmen habrovce habrolistého

Habrovec habrolistý (Ostrya carpinifolia) je opadavý, jednodomý strom, druh z nevelkého rodu habrovec, jehož jednopohlavné samčí a samičí květy vyrůstají v oddělených květenstvích – jehnědách.

## Rozšíření
Je dřevinou rozšířenou hlavně v jižní a jihovýchodní Evropě, Malé Asii a v oblastech Kavkazu, kde roste nejčastěji v podhorských a horských lesích. V Evropě hranice jeho původního areálu probíhá přes západní Francii, na severu sahá po jižní okraje Alp a sever Balkánského poloostrova, na jihu k pobřeží Středozemního moře a na východě vede přes Turecko do Libanonu i Sýrie a do severokavkazského Ázerbájdžánu a Gruzie.
V české přírodě není původním druhem a přestože se na zámku Hluboká pěstuje jako okrasná dřevina již od roku 1865 a dobře snáší podnebí české kotliny, není v Česku valně rozšířen. Lze jej obvykle spatřit pouze v botanických zahradách (Botanická zahrada Univerzity Karlovy) nebo v panských parcích (Průhonický zámek, Zbraslavský klášter).

## Ekologie
Habrovec habrolistý je druhem, jemuž prospívá teplejší středomořské klima. Vyskytuje se obvykle v listnatých lesích na kamenitých svazích, ve vnitrozemí i v přímoří. V severní části rozšíření si volí místa na teplém a na vápenec bohatém podloží, kdežto v jižních oblastech i na vápno chudých. Je odolný vůči déletrvajícímu suchému počasí, snáší plné slunce a roste též v polostínu. V nárocích na kvalitu půdy a prostředí je skromný, požaduje však odvodněné stanoviště.
Vzdoruje mrazu, uvádí se až do -35 °C, což dokumentuje jeho výskyt v ruském Petrohradě. Ve velmi chladných oblastech se ale někdy vyskytuje ve tvaru keře, jenž bývá jen 5 m vysoký. Roste v nadmořské výšce až 2100 m n. m, běžně se dožívá věku 100 let. Má velkou schopnost tvořit po skácení pařezové výmladky. Ploidie druhu je 2n = 16.

## Popis
Strom vyrůstající do výše 10 až 15 m s kmenem o průměru 30 až 50 cm a s kulatou nebo vejčitou korunou. Kůra je zprvu světle šedá a hladká, později šedě hnědá a podélně rozbrázděná. Na tenkých, hnědých letorostech zjara střídavě vyrůstají drobné, špičaté, listové pupeny kryté zelenými, hnědě olemovanými šupinami. Krátce řapíkaté listy mají vejčité čepele 4 až 10 cm dlouhé a 2 až 6 cm široké, které jsou u báze mělce srdčité až okrouhlé, na vrcholu zašpičatělé a po obvodě nepravidelně dvojitě pilovité. Mají 11 až 18 párů postranních žilek, na lícní straně jsou leskle zelené, na rubové matné a někdy bývají nesouměrné. Palisty brzy opadávají.
Květenství jsou jehnědy sestavené z květů jednoho pohlaví. Samčí jehnědy vznikají již na podzim, jsou převislé a rostou po dvou až čtyřech na koncích mladých prýtů. Jsou žlutozelené, bývají dlouhé až 10 cm a tlusté 0,5 cm a jsou tvořené květy bez okvětí, které mívají čtyři až deset krátkých tyčinek s prašníky obsahující kulatá pylová zrna. Samičí jehnědy ukryté přes zimu v pupenech se objevují až na jaře současně s rašením listů, jsou zprvu vejčité, vzpřímené a dlouhé do 5 cm, po opylení se stávají převislé a prodlužují se. Jejich samičí květy vyrůstají po dvou z paždí listenů, obsahují dvoudílný semeník se dvěma bliznami a jsou obalené třemi listenci. Květy kvetoucí v květnu a červnu jsou větrosnubné.
Samičí květenství se po odkvětu vyvíjí do převislé, vejčité šištice 5 až 8 cm dlouhé, která vzdáleně připomíná chmelovou šištici. Obsahuje plody, oválné oříšky, jež jsou asi 4 mm dlouhé, hnědé a mají nevýrazná žebra. Každý oříšek je zabalen v nafouklém, zprvu žlutém a později hnědém obalu se síťnatou žilnatinou a obsahuje jedno semeno.

## Rozmnožování
U habrovce habrolistého často vznikají plody partenokarpicky, bez oplodnění pohlavní buňky, semena nemají vyvinutý zárodek a jejich klíčivost bývá úspěšná asi jen z 5 %. Po předchozí stratifikaci se semena vysévají brzy zjara, někdy klíčí i déle než rok. Roční semenáče bývají vysoké 5 až 15 cm a dále rostou dost pomalu, strom dosahuje plné výšky asi v 50 letech, pak už jen tloustne. Pro zahradnické účely se nejčastěji rozmnožuje kořenovými oddělky.

## Význam
Dřevo stromu, nediferencované na běl a jádro, je načervenalé, těžké, velmi tvrdé a houževnaté. V minulosti se z něj vyráběly např. dřevěná ozubená kola nebo loukotě kol vozů a jiné namáhané součástky, jakož i kuchyňské předměty. Často je používáno jako palivo, má vysokou výhřevnost a hoří bez kouře, vyrábí se z něj též dřevěné uhlí. Pro pravidelný zdroj paliva se využívá jeho schopnosti vytvářet z pařezů výmladkový les, ze kterého se při krátké obmýtné době získává palivové dříví. V současnosti bývá habrovec habrolistý pěstován hlavně jako parková dekorativní dřevina, jejíž listy se na podzim zbarvují do zářivě žlutého odstínu.

## Galerie

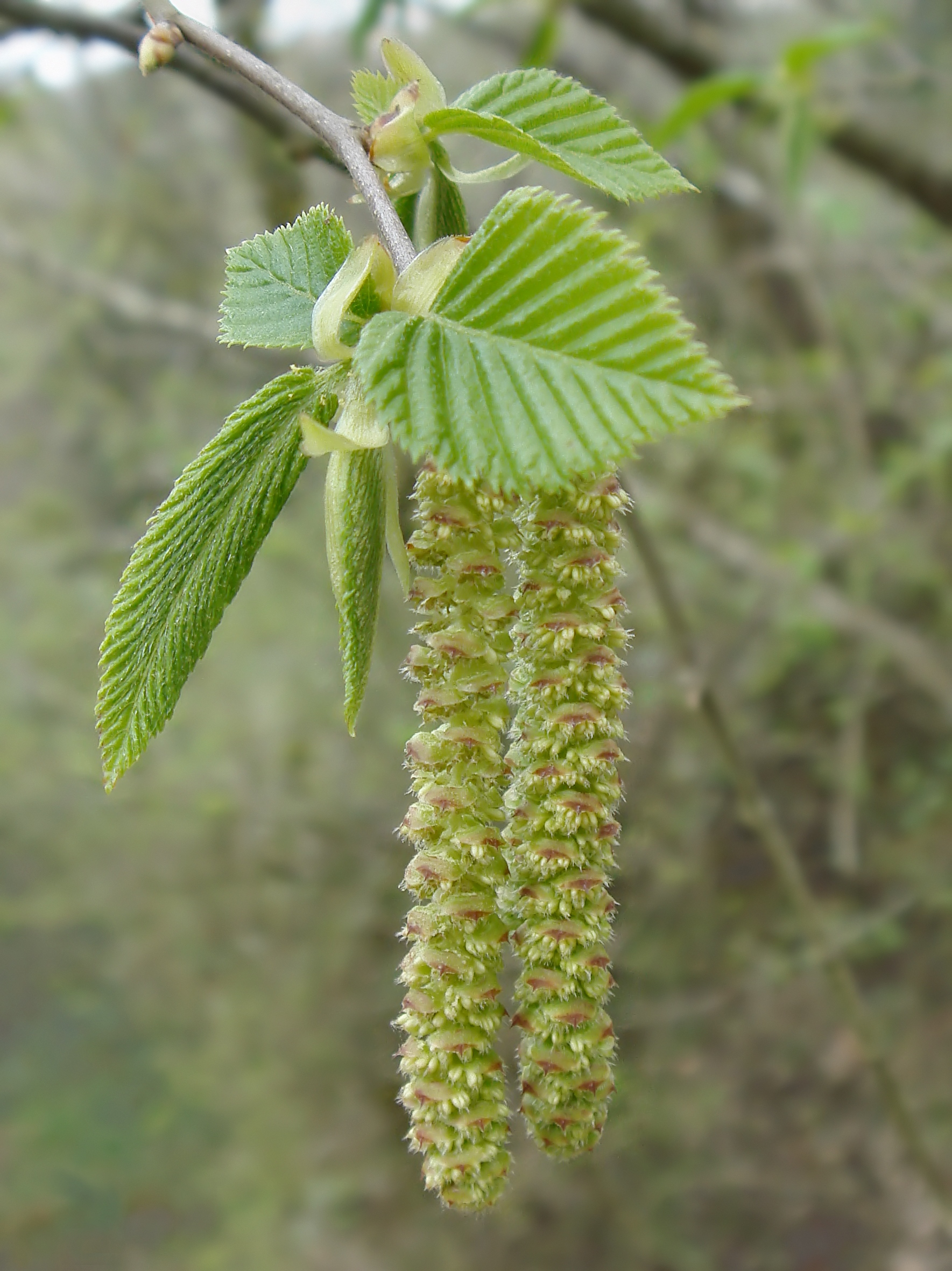
Samčí jehnědy
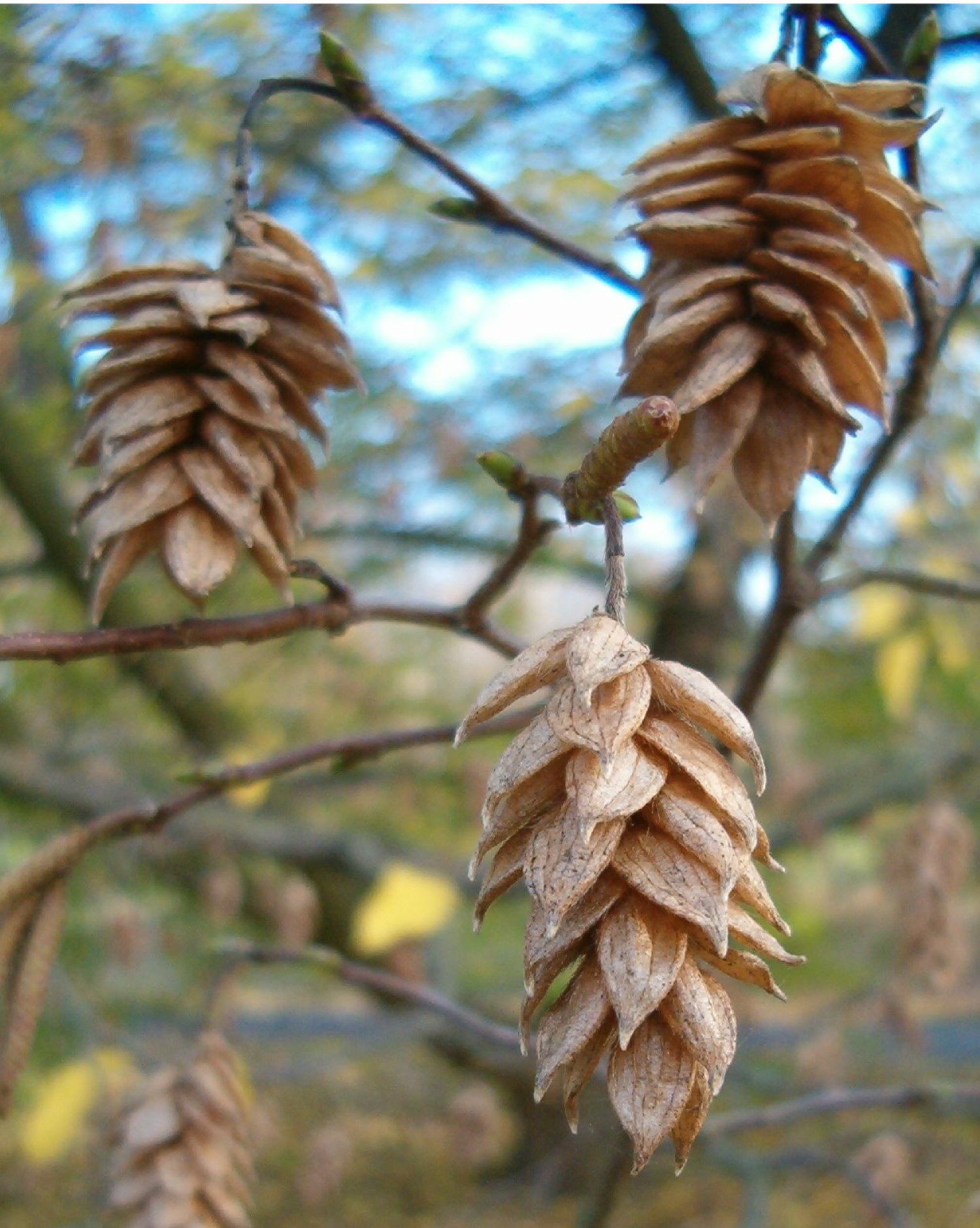
Plodenství
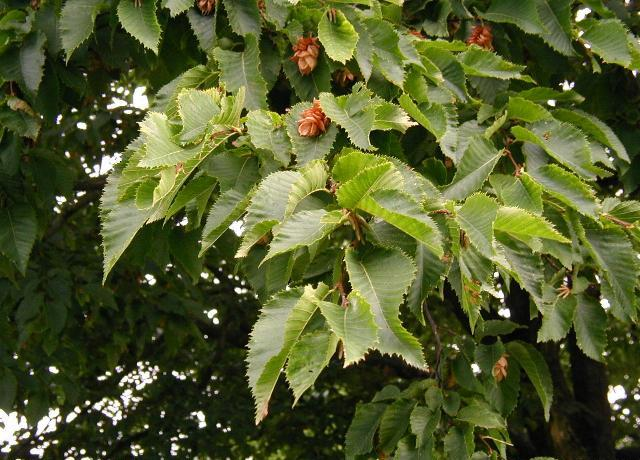
Listy
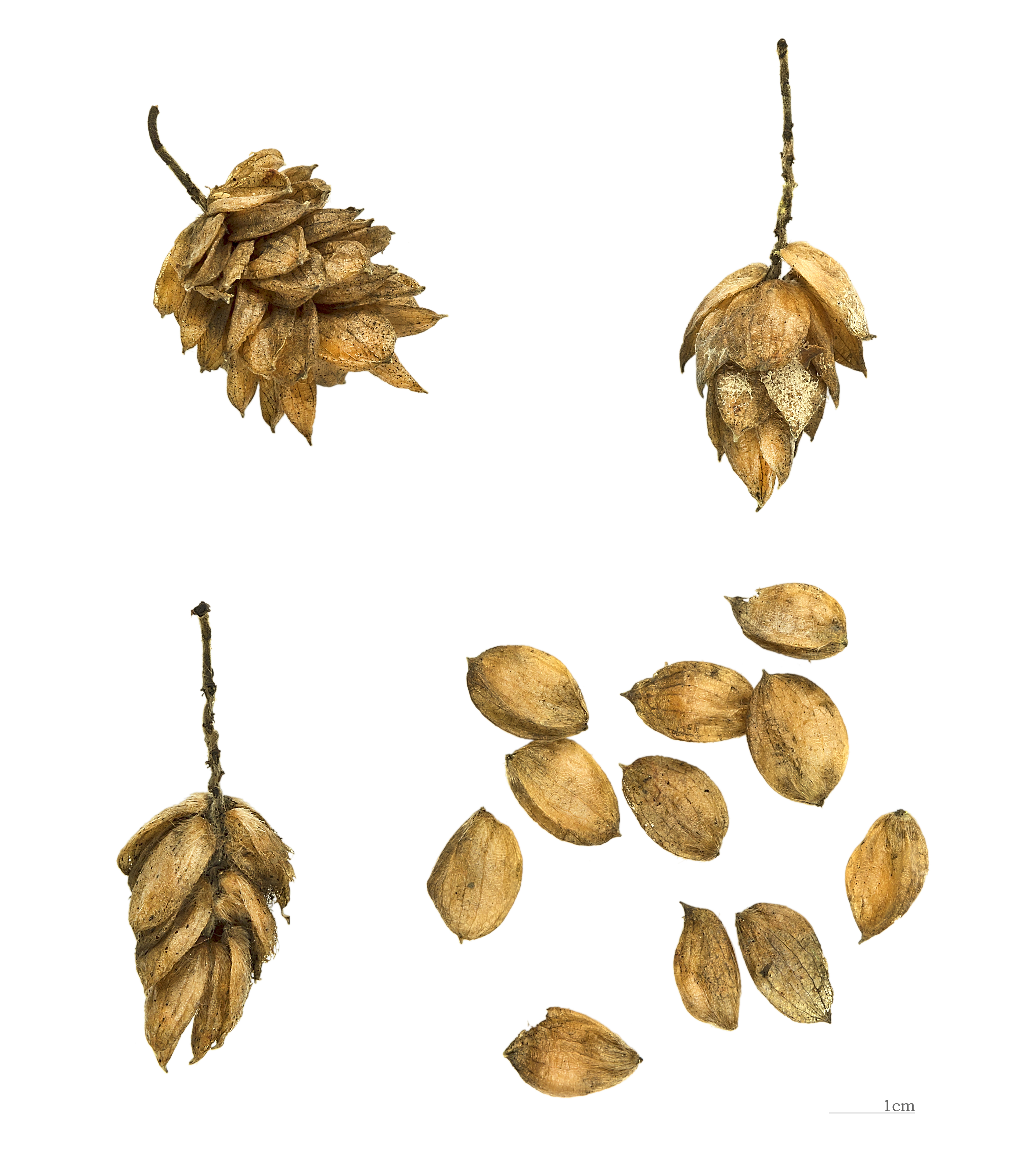
Plodenství a plody